# Roschau
Roschau ist ein Ortsteil von Theisseil im Landkreis Neustadt an der Waldnaab im bayerischen Regierungsbezirk Oberpfalz.

## Geographische Lage
Der Weiler liegt 2 km östlich von Altenstadt an der Waldnaab und 2 km südöstlich von Neustadt an der Waldnaab. 100 m südwestlich verläuft die Kreisstraße 27, die Neustadt an der Waldnaab mit Theisseil verbindet. 1,8 km westlich befindet sich die Bahnstrecke Weiden–Oberkotzau mit dem Bahnhof von Altenstadt an der Waldnaab.
Roschau

## Geschichte
Der Wittelsbacher Ludwig der Strenge kaufte 1262 die Herrschaft Störnstein von Ulrich Stör und vereinigte sie mit der Herrschaft Neustadt zur Herrschaft Störnstein-Neustadt.
Das Geschlecht der Störe war eine Zweiglinie der Herren von Murach, die verbunden waren mit den Ortenburgern.
Dieser Kauf war ein Versuch der Wittelsbacher den Einfluss der Ortenburger in der Oberpfalz zu vermindern.
Das Salbuch Ludwig des Strengen aus dem Jahr 1283 verzeichnete Roschau mit 3 Höfen als zur Herrschaft Störnstein gehörig.
Roschau (auch Rassowe, Raschawe, Rathawe, Ratschau, Roschawe, Roschaw) wurde in den Urbaren von 1285 und 1326 und im Böhmischen Salbüchlein von 1366 erwähnt.
Roschau wurde im Zinsregister von 1514 mit 3 Zinsgütern aufgeführt.
Als Georg von Heideck 1551 starb, ging sein Lehen an seinen Sohn Johann Ulrich von Heideck über.
Zu diesem Lehen gehörte 1 Bauer in Roschau.
Auch Hammerharlesberg befand sich im persönlichen Besitz der Heidecker.
Um diesen Hammer zu betreiben, schloss Ulrich von Heideck 1553 einen Vertrag mit Willibald von Wirsberg zu Waldthurn über die Nutzung des Waldes um Höll ab.
Im Urbarium der Herrschaft Störenstain und Neustatt an der Waldnabe, Anno Domini 1607 des Ladislaus des Jüngeren von Lobkowitz wurde ein Roschauer Weiher als Teil des Besitzes erwähnt.
In den Urbaren von 1602 und 1653 erschien Roschau mit 4 Höfen, einem Hirtenhaus und 4 Mannschaften.
Roschau gehörte zur lobkowitzischen Herrschaft Störnstein-Neustadt.
Zu dieser Herrschaft gehörten die Ortschaften Haidmühle, Sauernlohe, Neustadt an der Waldnaab, Störnstein, Wiedenhof, Aich, Roschau, Görnitz, Harlesberg, Altenstadt an der Waldnaab, Mühlberg, Denkenreuth, Ernsthof, Lanz, Oberndorf, Rastenhof, Wöllershof, Botzersreuth, Kronmühle, Sankt Quirin.
Außerdem gehörte das Gebiet von Waldthurn mit 28 Dörfern und Einöden zu dieser Herrschaft.
1641 wurde Störnstein-Neustadt unter Wenzel Eusebius von Lobkowicz zur gefürsteten Grafschaft erhoben.
Das Herrschaftsgebiet war in 4 Viertel geteilt: Neustädter Viertel, Altenstädter Viertel, Denkenreuther Viertel und Oberndorfer Viertel.
Roschau gehörte zum Neustädter Viertel.
Das Steuerbuch von 1742 nannte Roschau mit 4 Höfen, eine Häusel, 16 Ochsen, 10 Kühen, 4 Jungrindern, 4 Mutterschweinen, 7 Frischlingen, 6 Schafen, 2 Ziegen.
Im Mannschaftsregister von 1797 stand Roschau mit 4 Höfen, einem Häusel, einem Hirtenhäusel und 5 Herrschaftsuntertanen.
Roschau war mit der niederen Gerichtsbarkeit, den Diensten, Abgaben und Steuern zum Oberamt Neustadt grundbar.
Die Obrigkeit mit höherer Gerichtsbarkeit und Mannschaft war lobkowitzisch.
Roschau wurde 1798 erwähnt in einem Lehensbrief des Kaisers Franz II. für Fürst Joseph Maximilian, Herzog zu Sagan-Lobkowitz.
1807 verkaufte Fürst Franz Josef von Lobkowitz Herzog zu Raudnitz die gefürsteten Grafschaft Störnstein-Neustadt an die Krone Bayern.
Roschau war Steuerdistrikt und unmittelbare Landgemeinde, gebildet mit dem Gemeindeedikt 1808.
Die Gemeinde Roschau bestand aus den Ortschaften Roschau, Aich, Fichtlmühle, Görnitz, Hammerharlesberg, Harlesberg und Wiedenhof.
Im Zuge der Gebietsreform in Bayern wurde Roschau mit Edeldorf und Letzau 1972 zur neu gebildeten Gemeinde Theisseil zusammengelegt.
1979 erhielt Theisseil ein Gemeindewappen.
Dabei wurden für den Gemeindeteil Roschau zwei Sterne aus dem Wappen der Herrschaft Störnstein-Neustadt übernommen.

## Einwohnerentwicklung in Roschau ab 1817
| Jahr | Einwohner | Gebäude |
| ---- | --------- | ------- |
| 1817 | 46        | 6       |
| 1838 | 46        | 6       |
| 1871 | 46        | 18      |
| 1885 | 41        | 6       |
| 1900 | 34        | 7       |
| 1913 | 46        | 6       |

| Jahr | Einwohner | Gebäude |
| ---- | --------- | ------- |
| 1925 | 45        | 7       |
| 1950 | 38        | 6       |
| 1961 | 30        | 6       |
| 1970 | 26        | k. A.   |
| 1987 | 32        | 7       |
| 2011 | 20        | k. A.   |